# Bustelo (Amarante)
Bustelo é uma povoação portuguesa do Município de Amarante que foi sede da extinta Freguesia de Bustelo, freguesia que tinha 7,69 km² de área e 521 habitantes (2011), e, por isso, uma densidade populacional de 67,8 hab./km².
A Freguesia de Bustelo foi extinta em 2013, no âmbito de uma reforma administrativa nacional, tendo sido agregada às freguesias de Carneiro e Carvalho de Rei, para formar uma nova freguesia denominada União das Freguesias de Bustelo, Carneiro e Carvalho de Rei com sede em Bustelo.

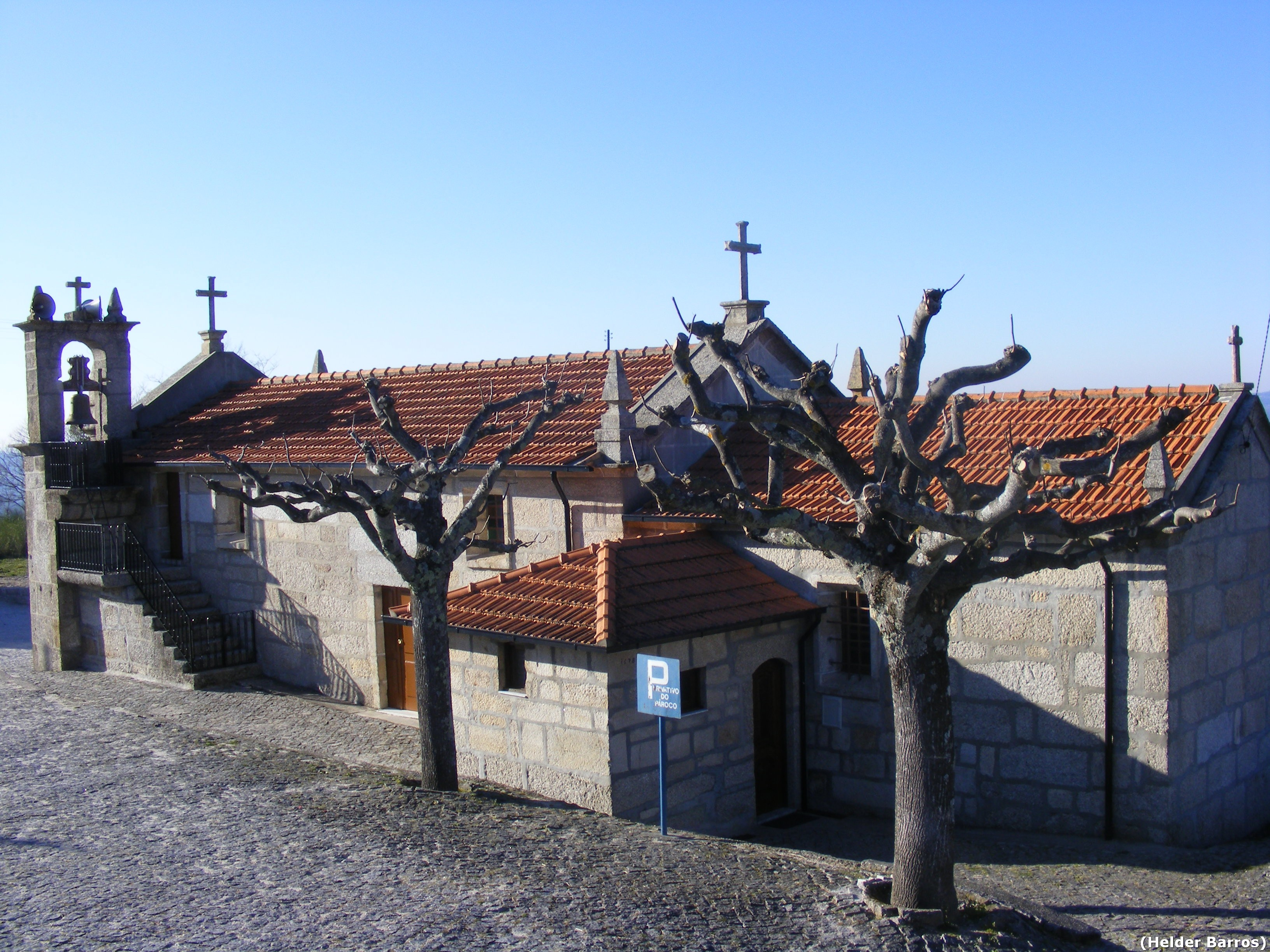
Amarante Bustelo Igreja Matriz traseiras

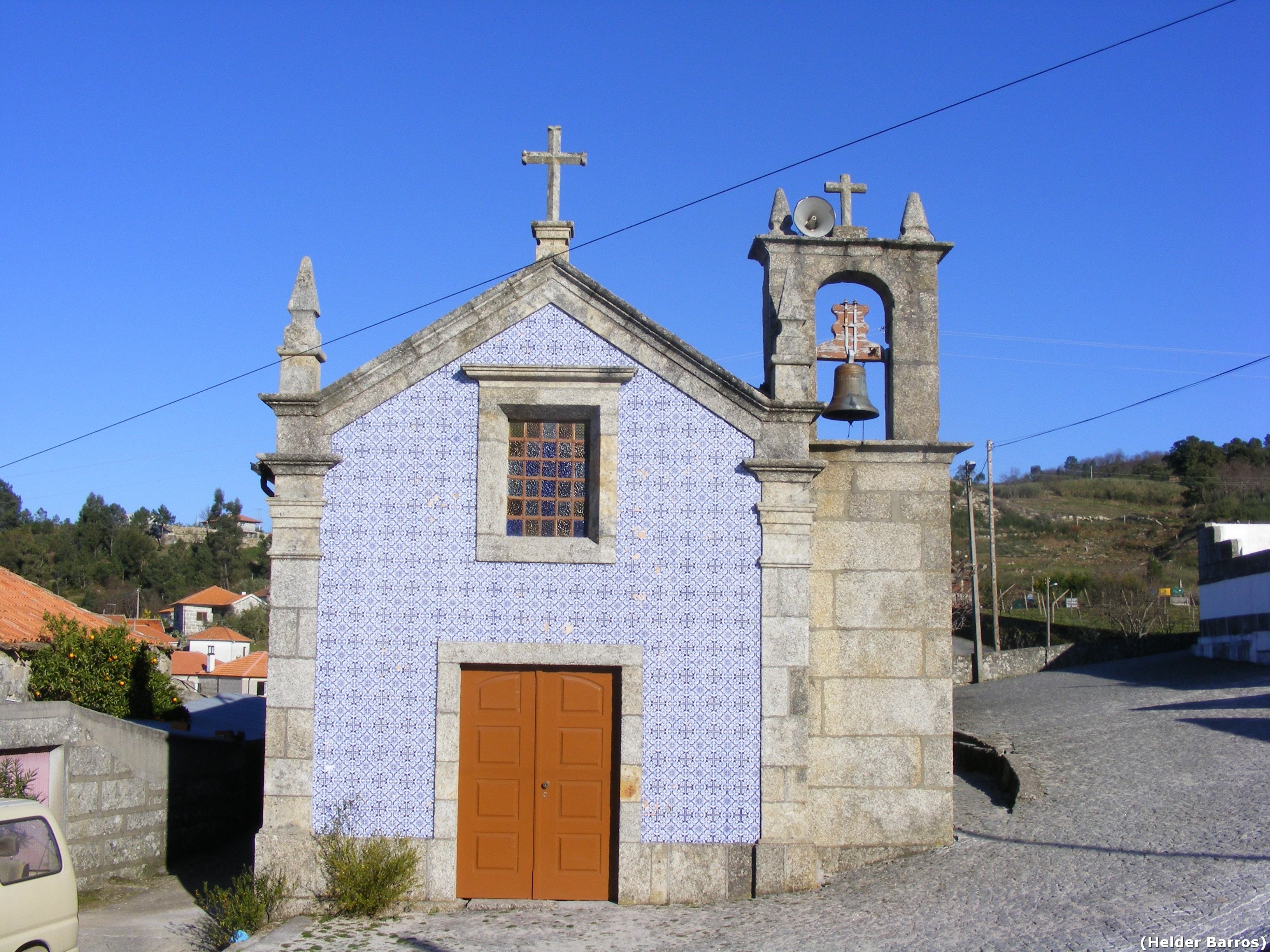
Amarante Bustelo Igreja Matriz

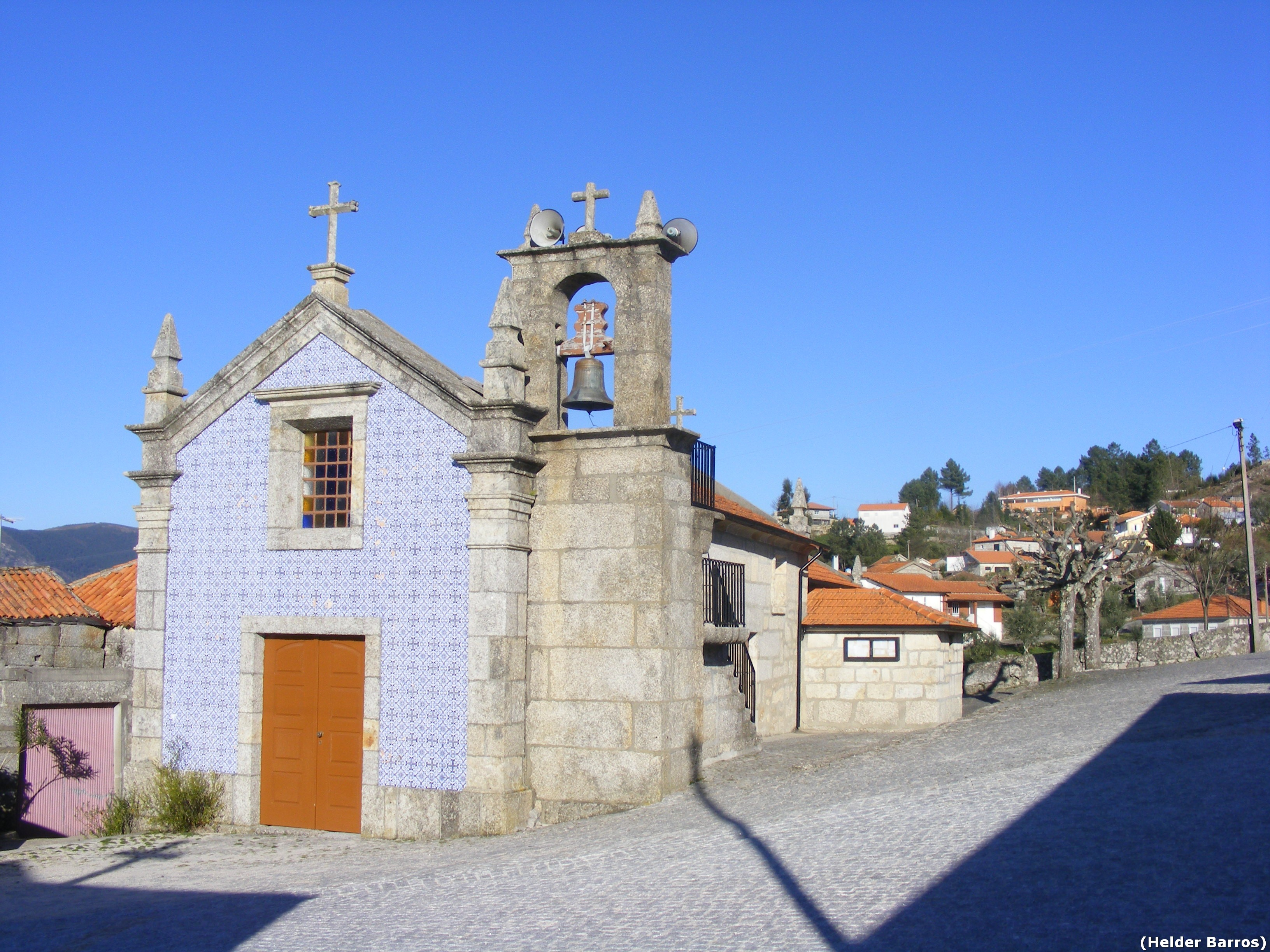
Amarante Igreja Matriz de Bustelo

## População
| População da freguesia de Bustelo | População da freguesia de Bustelo | População da freguesia de Bustelo | População da freguesia de Bustelo | População da freguesia de Bustelo | População da freguesia de Bustelo | População da freguesia de Bustelo | População da freguesia de Bustelo | População da freguesia de Bustelo | População da freguesia de Bustelo | População da freguesia de Bustelo | População da freguesia de Bustelo | População da freguesia de Bustelo | População da freguesia de Bustelo | População da freguesia de Bustelo |
| --------------------------------- | --------------------------------- | --------------------------------- | --------------------------------- | --------------------------------- | --------------------------------- | --------------------------------- | --------------------------------- | --------------------------------- | --------------------------------- | --------------------------------- | --------------------------------- | --------------------------------- | --------------------------------- | --------------------------------- |
| 1864                              | 1878                              | 1890                              | 1900                              | 1911                              | 1920                              | 1930                              | 1940                              | 1950                              | 1960                              | 1970                              | 1981                              | 1991                              | 2001                              | 2011                              |
| 689                               | 664                               | 708                               | 731                               | 764                               | 777                               | 742                               | 762                               | 942                               | 800                               | 793                               | 657                               | 636                               | 577                               | 521                               |

| Distribuição da População por Grupos Etários | Distribuição da População por Grupos Etários | Distribuição da População por Grupos Etários | Distribuição da População por Grupos Etários | Distribuição da População por Grupos Etários | Distribuição da População por Grupos Etários | Distribuição da População por Grupos Etários | Distribuição da População por Grupos Etários | Distribuição da População por Grupos Etários | Distribuição da População por Grupos Etários |
| -------------------------------------------- | -------------------------------------------- | -------------------------------------------- | -------------------------------------------- | -------------------------------------------- | -------------------------------------------- | -------------------------------------------- | -------------------------------------------- | -------------------------------------------- | -------------------------------------------- |
| Ano                                          | 0-14 Anos                                    | 15-24 Anos                                   | 25-64 Anos                                   | > 65 Anos                                    |                                              | 0-14 Anos                                    | 15-24 Anos                                   | 25-64 Anos                                   | > 65 Anos                                    |
| 2001                                         | 106                                          | 98                                           | 274                                          | 99                                           |                                              | 18,4%                                        | 17,0%                                        | 47,5%                                        | 17,2%                                        |
| 2011                                         | 71                                           | 67                                           | 268                                          | 115                                          |                                              | 13,6%                                        | 12,9%                                        | 51,4%                                        | 22,1%                                        |